# Alcithoe ostenfeldi
Alcithoe ostenfeldi är en snäckart som först beskrevs av Tom Iredale 1937.  Alcithoe ostenfeldi ingår i släktet Alcithoe och familjen Volutidae. Inga underarter finns listade i Catalogue of Life.